# 1990
1990. је била проста година.

## Догађаји

### Јануар
- 1. јануар — Почетак економске реформе Анте Марковића[1]
- 3. јануар — Панамски генерал Мануел Норијега предао се трупама САД после 10 дана проведених у ватиканској амбасади.
- 7. јануар — Криви торањ у Пизи је први пут после 800 година свог постојања затворен за туристе ради рестаурације.
- 22. јануар — У току рада 14. ванредног конгреса Савеза комуниста Југославије, у Београду, партијске делегације из Словеније и Хрватске напустиле су засједање и тиме је конгрес прекинуо рад. Ово је био крај Савеза комуниста Југославије. За детаље видети 14. конгрес СКЈ.
- 31. јануар — у Москви је отворен амерички ресторан „брзе хране“ „Мекдоналдс“.

### Фебруар
- 3. фебруар — Демократска странка обновила свој рад, након 45 година забране. За првог председника изабран Драгољуб Мићуновић.
- 7. фебруар — Пленум Централног комитета Комунистичке партије СССР прихватио предлог лидера Михаила Горбачова за укидање 70-годишњег монопола на власт те партије, чиме је отворен пут за вишепартијски политички систем.
- 11. фебруар — Лидер Афричког националног конгреса (АНЦ) Нелсон Мандела пуштен је на слободу након 27 година проведених у јужноафричким затворима.

### Март
- 11. март — Литванија проглашава независност од Совјетског Савеза
- 13. март — Совјетски парламент изгласао је увођење вишепартијског система, након 72-годишњег монопола на власт Комунистичке партије.
- 21. март — Намибија је стекла независност од Јужноафричке Републике.
- 28. март — Покренута је независна телевизија Студио Б.

### Април
- 7. април — Ферибот „Скандинавска звезда“ је захваћен пламеном током крстарења у Северном мору између Норвешке и Данске, који је усмртио 158 особа.
- 22. април — На првим вишестраначким изборима у Хрватској, победила националистичка Хрватска демократска заједница - ХДЗ на челу са Фрањом Туђманом.
- 24. април — Лансиран је свемирски телескоп Хабл унутар спејс-шатла Дискавери на мисији STS-31.

### Мај
- 2. мај — Афрички национални конгрес Нелсона Манделе и Влада Јужне Африке у Кејптауну почели разговоре о окончању власти беле мањине у тој земљи.
- 5. мај — На Песма Евровизије 1990. победу је однела песма Insieme: 1992 коју је изводио Тото Котуњо.
- 13. мај — На фудбалској утакмици у Загребу, између београдске Црвене звезде и загребачког Динама, дошло до опште туче навијача два клуба приликом које је повређено више од стотину особа.
- 15. мај — Борисав Јовић изабран за председника Председништва Југославије.
- 17. мај — Генерална скупштина Светске здравствене организације је уклонила хомосексуалност са списка психијатријских болести.
- 22. мај — Уједињење Северног и Јужног Јемена у јединствену државу Јемен.
- 30. мај — Фрањо Туђман изабран за председника Хрватске.

### Јун
- 1. јун — Председници Совјетског Савеза и САД Михаил Горбачов и Џорџ Буш потписали су споразум о престанку производње хемијског оружја и о уништавању тог оружја до краја 1992.

### Јул
- 2. јул — Не прихватајући уставне промене у Србији, албански делегати покрајинске Скупштине Косова усвојили су Уставну декларацију и прогласили одвајање Косова од Србије.
- 16. јул — У Београду основана Социјалистичка партија Србије, настала уједињењем Савеза комуниста Србије и Социјалистичког савеза радног народа Србије.
- 25. јул — Хрватски Сабор усвојио амандмане на републички Устав, којима је из назива републике избачен префикс „социјалистичка“.
- 31. јул — Репрезентација Западне Немачке освојила је Светско првенство у фудбалу 1990. победом у финалу 1:0 над Аргентином.

### Август
- 2. август — Ирачка војска је напала Кувајт и окупирала га за један дан.
- 17. август — Срби у Хрватској одржали референдум на којем се 99,7% грађана изјаснило за српску аутономију унутар Хрватске.
- 19. август — Репрезентација Југославије освојила је Светско првенство у кошарци 1990. победом у финалу 92:75 над Совјетским Савезом.

### Септембар
- 7. септембар — 24. септембар - Одржан шаховски турнир у Тилбургу, Холандија. Победили Василиј Иванчук и Гата Камски.
- 24. септембар — Источна Немачка је формално напустила Варшавски пакт.
- 28. септембар — Скупштина Србије усвојила нови српски Устав, који је потпуно раскрстио са претходним, социјалистичким, Уставом из 1974. Покрајинама су, уз сагласност њихових скупштина, одузети атрибути државности.

### Октобар
- 3. октобар — Уједињење Западне и Источне Немачке.

### Новембар
- 22. новембар — Маргарет Тачер је најавила да се неће такмичити у другом кругу избора за лидера Конзервативне партије.
- 28. новембар — Маргарет Тачер је поднела оставку после више од 11 година на месту премијера, а наследио ју је Џон Мејџор.

### Децембар
- 9. децембар — Лех Валенса, бивши лидер синдиката Солидарност, је победио на првим председничким изборима у Пољској.
- 9. децембар — У Србији одржани први вишестраначки председнички и парламентарни избори. Убедљивом већином за председника Републике изабран Слободан Милошевић, а његова партија - СПС - освојила је 194 посланичка места у Скупштини Србије.
- 23. децембар — Словенија на референдуму прогласила самосталност и овластила своје власти да, уколико се у року од шест месеци не постигне споразум о преуређењу Југославије, прогласи независност Словеније.
- 25. децембар — Тим Бернерс-Ли и Робер Кајо остварили прву везу између HТТP клијента и сервера преко интернета.

### Датум непознат
- Хронологија СФРЈ и СКЈ 1990.

## Рођења

### Јануар
- 1. јануар — Нађа Парис, америчка порнографска глумица
- 4. јануар — Тони Крос, немачки фудбалер[2]
- 6. јануар — Милош Цветковић, српски фудбалер[3]
- 9. јануар — Стефана Вељковић, српска одбојкашица
- 10. јануар — Стефан Шћеповић, српски фудбалер[4]
- 12. јануар — Нихад Ђедовић, босанскохерцеговачки кошаркаш
- 13. јануар — Лијам Хемсворт, аустралијски глумац[5]
- 14. јануар — Грант Гастин, амерички глумац и певач
- 15. јануар — Гордана Пауновић, српска глумица[6]
- 15. јануар — Костас Слукас, грчки кошаркаш[7]
- 16. јануар — Марио Делаш, хрватски кошаркаш[8]
- 17. јануар — Томислав Зубчић, хрватски кошаркаш[9]
- 18. јануар — Горги Ђенг, сенегалски кошаркаш[10]
- 18. јануар — Начо Фернандез, шпански фудбалер[11]
- 22. јануар — Ализе Корне, француска тенисерка[12]
- 25. јануар — Бобана Момчиловић Величковић, српска стрелкиња (прем. 2020)[13]
- 26. јануар — Петер Саган, словачки бициклиста[14]
- 29. јануар — Мајк Цирбес, немачки кошаркаш[15]
- 31. јануар — Николас Лапровитола, аргентинско-италијански кошаркаш

### Фебруар
- 1. фебруар — Лора Марлинг, британска музичарка
- 3. фебруар — Шон Кингстон, амерички певач[16]
- 4. фебруар — Наиро Кинтана, колумбијски бициклиста[17]
- 8. фебруар — Клеј Томпсон, амерички кошаркаш
- 14. фебруар — Дино Мурић, словеначки кошаркаш[18]
- 20. фебруар — Чиро Имобиле, италијански фудбалер[19]
- 22. фебруар — Натанијел Асамоа, гански фудбалер[20]
- 24. фебруар — Богдан Ризнић, српски кошаркаш[21]
- 26. фебруар — Александар Миљковић, српски фудбалер[22]
- 26. фебруар — Леон Радошевић, хрватски кошаркаш

### Март
- 2. март — Лук Коумс, амерички музичар[23]
- 3. март — Владимир Јанковић, грчко-српски кошаркаш
- 4. март — Дрејмонд Грин, амерички кошаркаш
- 5. март — Мејсон Пламли, амерички кошаркаш[24]
- 7. март — Терико Вајт, амерички кошаркаш[25]
- 8. март — Петра Квитова, чешка тенисерка[26]
- 8. март — Ивон Андерсон, српска кошаркашица
- 9. март — Дејли Блинд, холандски фудбалер[27]
- 13. март — Саша Клементс, канадска глумица
- 13. март — Ђорђе Мајсторовић, српски кошаркаш[28]
- 14. март — Џо Ален, велшки фудбалер[29]
- 17. март — Хозијер, ирски музичар[30]
- 20. март — Маркос Рохо, аргентински фудбалер[31]
- 23. март — Гордон Хејвард, амерички кошаркаш[32]
- 24. март — Киша Касл-Хјуз, новозеландска глумица[33]
- 27. март — Кимбра, новозеландска музичарка[34]
- 27. март — Наталија Санчез, шпанска глумица и певачица
- 29. март — Џеси Волт, француска порнографска глумица[35]

### Април
- 2. април — Миралем Пјанић, босанскохерцеговачки фудбалер[36]
- 5. април — Ријана Рајан, америчка порнографска глумица[37]
- 9. април — Кристен Стјуарт, америчка глумица, редитељка и модел[38]
- 10. април — Марен Морис, америчка музичарка и музичка продуценткиња[39]
- 13. април — Анастасија Севастова, летонска тенисерка[40]
- 15. април — Ема Вотсон, енглеска глумица[41]
- 15. април — Душан Милошевић, српски кошаркаш[42]
- 16. април — Вангелис Манцарис, грчки кошаркаш[43]
- 18. април — Војћех Шчесни, пољски фудбалски голман[44]
- 19. април — Дамијен Ле Талек, француски фудбалер[45]
- 19. април — Марко Томићевић, српски кајакаш[46]
- 21. април — Александар Пријовић, српски фудбалер[47]
- 23. април — Дев Пател, енглески глумац[48]
- 24. април — Јан Весели, чешки кошаркаш[49]
- 24. април — Квабс, енглески музичар[50]

### Мај
- 1. мај — Николина Молдован, српска кајакашица[51]
- 2. мај — Ивана Максимовић, српска стрелкиња[52]
- 2. мај — Пол Џорџ, амерички кошаркаш
- 8. мај — Кемба Вокер, амерички кошаркаш[53]
- 10. мај — Ивана Шпановић, српска атлетичарка[54]
- 12. мај — Мелих Махмутоглу, турски кошаркаш[55]
- 14. мај — Гедиминас Орелик, литвански кошаркаш[56]
- 16. мај — Огњен Кузмић, српски кошаркаш[57]
- 17. мај — Рос Батлер, амерички глумац
- 17. мај — Вил Клајберн, амерички кошаркаш
- 22. мај — Стефан Митровић, српски фудбалер[58]
- 25. мај — Немања Милић, српски фудбалер[59]
- 28. мај — Кајл Вокер, енглески фудбалер[60]
- 29. мај — Тибо Пино, француски бициклиста
- 29. мај — Треј Томпкинс, амерички кошаркаш[61]
- 31. мај — Кваме Вон, амерички кошаркаш[62]

### Јун
- 2. јун — Михал Квјатковски, пољски бициклиста[63]
- 2. јун — Невена Ристић, српска глумица[64]
- 7. јун — Иги Азејлија, аустралијска музичарка[65]
- 8. јун — Сања Малагурски, српска одбојкашица[66]
- 13. јун — Арон Џонсон, енглески глумац и сценариста[67]
- 16. јун — Џон Њуман, енглески музичар[68]
- 17. јун — Алан Дзагојев, руски фудбалер[69]
- 17. јун — Џордан Хендерсон, енглески фудбалер[70]
- 19. јун — Хенри Континен, фински тенисер[71]
- 19. јун — Душан Свилар, српски певач
- 19. јун — Брејди Хеслип, канадски кошаркаш[72]
- 20. јун — Фаб Мело, бразилски кошаркаш (прем. 2017)[73]
- 21. јун — Сандра Перковић, хрватска атлетичарка[74]
- 21. јун — Душан Чантекин, српско-турски кошаркаш[75]
- 23. јун — Вашек Поспишил, канадски тенисер[76]
- 26. јун — Муфтау Јару, бенински кошаркаш[77]
- 30. јун — Јака Блажич, словеначки кошаркаш[78]
- 30. јун — Невена Јовановић, српска кошаркашица[79]
- 30. јун — Сандро Сукно, хрватски ватерполиста[80]
- 30. јун — Душан Лајовић, српски тенисер[81]

### Јул
- 1. јул — Вујадин Савић, српски фудбалер[82]
- 2. јул — Марго Роби, аустралијска глумица[83]
- 2. јул — Дени Роуз, енглески фудбалер[84]
- 3. јул — Фабио Ару, италијански бициклиста[85]
- 3. јул — Ненад Крстичић, српски фудбалер[86]
- 7. јул — Ли Ади, гански фудбалер[87]
- 11. јул — Каролина Возњацки, данска тенисерка
- 12. јул — Дру Гордон, амерички кошаркаш (прем. 2024)
- 14. јул — Џејмс Нанели, амерички кошаркаш[88]
- 15. јул — Дејмијан Лилард, амерички кошаркаш[89]
- 15. јул — Тајлер Ханикат, амерички кошаркаш (прем. 2018)[90]
- 21. јул — Милица Ђурђевић, српска политичарка
- 27. јул — Индијана Еванс, аустралијска глумица и музичарка[91]
- 29. јул — Филип Баровић, црногорски кошаркаш[92]
- 29. јул — Иван Ленђер, српски пливач
- 31. јул — Милан Марић, српски глумац[93]

### Август
- 1. август — Џек О’Конел, енглески глумац[94]
- 6. август — Андреја Милутиновић, српски кошаркаш
- 6. август — Петар Орландић, црногорски фудбалер[95]
- 8. август — Бранкица Себастијановић, српска глумица
- 9. август — Бил Скарсгорд, шведски глумац[96]
- 10. август — Татјана Мирковић, српска атлетичарка
- 10. август — Владимир Михаиловић, црногорски кошаркаш[97]
- 10. август — Лукас Тил, амерички глумац[98]
- 12. август — Марио Балотели, италијански фудбалер[99]
- 13. август — Демаркус Казинс, амерички кошаркаш[100]
- 15. август — Џенифер Лоренс, америчка глумица[101]
- 16. август — Филип Кљајић, српски фудбалски голман[102]
- 16. август — Рина Савајама, јапанско-британска музичарка, глумица и модел
- 18. август — Габријел Енаке, румунски фудбалер[103]
- 18. август — Мајк Џејмс, амерички кошаркаш
- 23. август — Рајан Брокоф, аустралијски кошаркаш
- 23. август — Сет Кари, амерички кошаркаш[104]
- 23. август — Чаба Силађи, српски пливач
- 26. август — Лоренцо Браун, амерички кошаркаш[105]
- 28. август — Бојан Кркић, шпански фудбалер[106]
- 30. август — Џулија Џеклин, аустралијска музичарка

### Септембар
- 1. септембар — Гелор Канга, габонски фудбалер[107]
- 5. септембар — Ленс Стивенсон, амерички кошаркаш[108]
- 6. септембар — Џон Вол, амерички кошаркаш[109]
- 7. септембар — Давид Јелинек, чешки кошаркаш[110]
- 8. септембар — Метју Делаведова, аустралијски кошаркаш[111]
- 9. септембар — Дејан Кравић, српско-канадски кошаркаш[112]
- 15. септембар — Дарко Лазовић, српски фудбалер[113]
- 15. септембар — Мет Шајвли, амерички глумац[114]
- 18. септембар — Кристина Пајкић, српска глумица
- 19. септембар — Киран Трипијер, енглески фудбалер[115]
- 20. септембар — Донатас Мотијејунас, литвански кошаркаш[116]
- 20. септембар — Моника Радуловић, аустралијски модел
- 27. септембар — Мирка Васиљевић, српска глумица и модел[117]

### Октобар
- 5. октобар — Федерико Делбонис, аргентински тенисер[118]
- 6. октобар — Џинкс Мејз, америчка порнографска глумица[119]
- 9. октобар — Борис Вапенски, српски ватерполиста
- 13. октобар — Милица Тодоровић, српска певачица
- 16. октобар — Брок Мотум, аустралијски кошаркаш
- 19. октобар — Душан Јованчић, српски фудбалер[120]
- 20. октобар — Дерек Нидам, америчко-црногорски кошаркаш[121]
- 21. октобар — Рики Рубио, шпански кошаркаш[122]
- 22. октобар — Тина Блејд, хрватска порнографска глумица
- 24. октобар — Никола Вучевић, црногорски кошаркаш[123]
- 25. октобар — Милена Рашић, српска одбојкашица[124]
- 31. октобар — Ифеани Оњило, нигеријски фудбалер[125]

### Новембар
- 3. новембар — Стефан Јовић, српски кошаркаш
- 6. новембар — Андре Ширле, немачки фудбалер[126]
- 7. новембар — Давид де Хеа, шпански фудбалски голман[127]
- 7. новембар — Кортни Мари Ендруз, америчка музичарка
- 9. новембар — Роман Барде, француски бициклиста
- 11. новембар — Џорџинио Вајналдум, холандски фудбалер
- 11. новембар — Том Думулан, холандски бициклиста[128]
- 13. новембар — Јежи Јанович, пољски тенисер[129]
- 22. новембар — Дарко Планинић, хрватски кошаркаш
- 23. новембар — Мирза Селимовић, босанскохерцеговачки певач
- 24. новембар — Том Одел, енглески музичар
- 26. новембар — Дени Велбек, енглески фудбалер[130]
- 26. новембар — Рита Ора, енглеска певачица и глумица[131]
- 30. новембар — Магнус Карлсен, норвешки шахиста

### Децембар
- 7. децембар — Камерон Берстоу, аустралијски кошаркаш[132]
- 7. децембар — Давид Гофен, белгијски тенисер[133]
- 7. децембар — Никола Чачић, српски тенисер[134]
- 7. децембар — Урсула Радвањска, пољска тенисерка[135]
- 11. децембар — Били Барон, амерички кошаркаш[136]
- 11. децембар — Јана Милосављевић, српска глумица[137]
- 11. децембар — Тејана Тејлор, америчка музичарка, глумица, кореографкиња, модел и редитељка
- 14. децембар — Роберт Ковингтон, амерички кошаркаш[138]
- 16. децембар — Марина Алексић, српска глумица
- 17. децембар — Бојан Суботић, српски кошаркаш[139]
- 20. децембар — ЏоЏо, америчка музичарка и глумица[140]
- 21. децембар — Милош Ћук, српски ватерполиста
- 22. децембар — Марко Ивовић, српски одбојкаш
- 25. децембар — Александар Кировски, српски фудбалски голман[141]
- 26. децембар — Денис Черишев, руски фудбалер[142]
- 26. децембар — Арон Ремзи, велшки фудбалер[143]
- 27. децембар — Милош Раонић, канадски тенисер[144]
- 28. децембар — Ђорђе Гагић, српски кошаркаш[145]

## Смрти

### Јануар
- 20. јануар — Барбара Стенвик, америчка глумица (* 1907)[146]
- 25. јануар — Ава Гарднер, америчка глумица (* 1922)[147]

### Фебруар
- 4. фебруар — Тома Бебић, хрватски музичар (* 1935)

### Март
- 20. март — Лав Јашин, совјетски фудбалски голман (* 1929)

### Април
- 15. април — Грета Гарбо, америчка глумица (* 1905)[148]

### Мај
- 10. мај — Вокер Перси, амерички књижевник (* 1916)
- 13. мај — Алија Сиротановић, рудар, ударник и јунак социјалистичког рада у СФРЈ (* 1914)
- 31. мај — Драган Лаковић, српски глумац (* 1929)[149]

### Јун
- 2. јун — Рекс Харисон, енглески глумац (* 1908)[150]
- 11. јун — Васо Чубриловић, српски историчар (* 1897)[151]

### Август
- 1. август — Норберт Елијас, немачки социолог (* 1897)[152]
- 15. август — Виктор Цој, руски музичар. (* 1962)
- 27. август — Стиви Реј Вон, амерички музичар и продуцент (* 1954)[153]

### Септембар
- 30. септембар — Патрик Вајт, аустралијски писац, добитник Нобелове награде за књижевност 1973. год. (* 1912)

### Октобар
- 16. октобар — Арт Блејки, амерички џез бубњар (* 1919)

### Новембар
- 26. новембар — Фенг Јоу-лан, кинески филозоф (* 1895)[154]
- 30. новембар — Владимир Дедијер, српски историчар (* 1914)

### Децембар
- 14. децембар — Фридрих Диренмат, швајцарски писац (* 1921)[155]

### Непознат датум
- Википедија:Непознат датум — Владо Милошевић, српски композитор и етномузиколог (* 1901)

## Нобелове награде
- Физика — Џером Ајзак Фридман, Хенри В. Кендал и Ричард Е. Тејлор
- Хемија — Елиас Џејмс Кореј
- Медицина — Џосеф Е. Муреј и Е. Донал Томас
- Књижевност — Октавио Паз
- Мир — Михаил Горбачов
- Економија — Хари М. Марковиц, Мертон Х. Милер и Вилијам Ф. Шарп